# Пітер Наварро
Пітер Кент Наварро (англ. Peter Kent Navarro; нар. 15 липня 1949, Кембридж, штат Массачусетс) — американський економіст, професор економіки в Бізнес-школі Каліфорнійського університету в Ірвайні. Директор Офісу торгівлі та виробничої політики з 20 січня 2017 до 20 січня 2021 року. Член Республіканської партії (1989—1991, 2018–нині), до того — Демократичної партії США (до 1986, 1994—2018).
1972 р. закінчив Університет Тафтса. Отримав ступінь магістра в Школі управління імені Джона Ф. Кеннеді 1979 року, а також доктора економіки в Гарвардському університеті 1986 року. Наварро провів три роки в американському Корпусі миру, працював у Таїланді.
Був кандидатом на посаду мера Сан-Дієго, балотувався до Палати представників.